# Широков Володимир Анатолійович
Володи́мир Анато́лійович Широ́ков (28 серпня 1948, Жмеринка, Вінницька область) — український вчений у галузі математичної та прикладної лінгвістики і лексикографії, теорії інтелектуальних мовно-інформаційних систем, фундатор вітчизняної наукової школи лінгвістичної технології, дійсний член Національної академії наук України (2012), доктор технічних наук (1999), кандидат фізико-математичних наук (1979), лауреат Державної премії України в галузі науки і техніки.

## Освіта
Закінчив Київський державний університет ім. Т. Г. Шевченка.
У 1979 захистив в Інституті теоретичної фізики АН України дисертацію на здобуття наукового ступеня кандидата фізико-математичних наук.
У 1999 році захистив дисертацію на здобуття наукового ступеня доктора технічних наук зі спеціальності «Інформаційні технології».

## Кар'єра
- 1980—1987 — працював у Президії АН України.
- 1987—1991 — очолював Відділення наукової інформації АН України.
- З 1991 — очолює заснований ним Український мовно-інформаційний фонд (УМІФ) НАН України.

Від 2006 року — член-кореспондент НАН України, від 2012 року — її дійсний член.

## Наукова діяльність
Перший період своєї наукової діяльності (1973 - 1980 рр.) В.А. Широков присвятив математичній фізиці, а саме, дослідженням у галузі теорії зображень груп Лі та їх фізичних застосувань. Ним доведено ряд теорем і отримані розклади тензорних добутків нескінченновимірних (елементарних) і скінченновимірних зображень псевдоунітарних і псевдоортогнальних груп Лі; виведено масові формули для супермультиплетів мезонів з унітарною групою симетрії довільної розмірності; досліджено властивості зображень псевдоунітарної групи як динамічної групи релятивістського осцилятора.
У наступний період наукової діяльності В. А. Широковим (починаючи з 1980 р.) досліджувалися інформаційно-енергетичні ефекти та процеси в соціально-виробничих системах.
Основні наукові результати В. А. Широковим отримані в галузі математичної лінгвістики і лінгвістичної технології. В. А. Широков створив теорію лексикографічних систем, яка за своїм логіко-лінгвістичним статусом прирівнюється до теорії формальних граматик. Він розробив теорію семантичних станів мовних одиниць, що представляє основу для опису широкого кола мовних явищ, формалізуючи об'єднання граматичного і лексикографічного описів мовної системи. Ним розроблено феноменологічний підхід до дослідження мовних систем. В. А. Широков ініціював в Україні науковий напрямок лінгвістичної експертизи природномовних текстів і є автором ряду основоположних робіт у цій галузі.
Засновник і координатор програми створення серії українськомовних словників нового покоління «Словники України», ініційованої Указом Президента України від 7 серпня 1999 р. «Про розвиток національної словникової бази». Фундатор і керівник Національної словникової бази України, яку рішенням Кабінету Міністрів України (2004) внесено до Державного реєстру наукових об'єктів, що становлять національне надбання України. За його безпосередньої участі й керівництва створено перший в Україні цифровий лінгвістичний корпус, який становить сучасну експериментальну основу для проведення фундаментальних мовознавчих досліджень і створення лексикографічних праць нового покоління. В. А. Широков – ініціатор і керівник створення Українського лінгвістичного порталу [Архівовано 4 травня 2013 у Wayback Machine.]. Значним досягненням В. А. Широкова та його наукової школи стало створення  десяти версій першого повномасштабного українського електронного словника – Інтегрованої лексикографічної системи «Словники України».
В.А. Широков автор концепції і системотехніки віртуальних систем професійної взаємодії в лінгвістиці. За його безпосередньої участі й керівництва створено понад 40 віртуальних лексикографічних лабораторій. Автор і співавтор близько 350 наукових праць. Науковий керівник, співавтор і (з 2010 року) голова редакційної колегії нового академічного тлумачного «Словника української мови в 20 томах» (до 2021 року вийшло друком 11 томів), співавтор Російсько-українсько-англійського словника з механіки (2008 р.), Українсько-російського та Російсько-українського словника із зварювання. (Електронне видання; 2008), Українсько-російсько-англійського словника-довідника зі зварювання (електронне видання та Віртуальна термінографічна лабораторія «Зварювання»; 2013); ряду авторських свідоцтв, низки лінгвістичних технологій: http://lcorp.ulif.org.ua).
Останнім часом В. А. Широков активно працює з проблематики: квантової інформації та квантової лінгвістики, лінгвістичних онтологій, системного аналізу,  когнітології, концептології та концептографії У зв'язку із відзначеними дослідженнями, які вимагають звернення до значно більш загальної феноменології, ніж лінгвістична, В. Широков вийшов на загальні проблеми еволюції Світу. Ним були викладені основні положення загальної концепції еволюції, зокрема, сформульовано поняття механізму еволюції і основний закон (необхідна умова) еволюції: зростання складності еволюціонуючої системи. З еволюційних позицій В. Широковим проаналізовано роль і сутність сучасних фінансових інститутів, мережевих технологій, пов'язаних з криптовалютами, а також доктрини «керованого хаосу», гіпотези технологічної сингулярності і трансгуманізму. (В.А.Широков. Эволюция как универсальный естественный закон.(Пролегомены к будущей общей теории эволюции).).
В.А. Широков також відомий як композитор; його вокальні твори виконують професійні музиканти . У 2017 році вийшла збірка романсів В. Широкова «Мой Серебряный век». В. Широков є лауреатом Міжнародної літературно-мистецької премії імені Григорія Сковороди (за створення музики до творів з «Саду Божественних пісень» Г. Сковороди).

## Організаторська діяльність

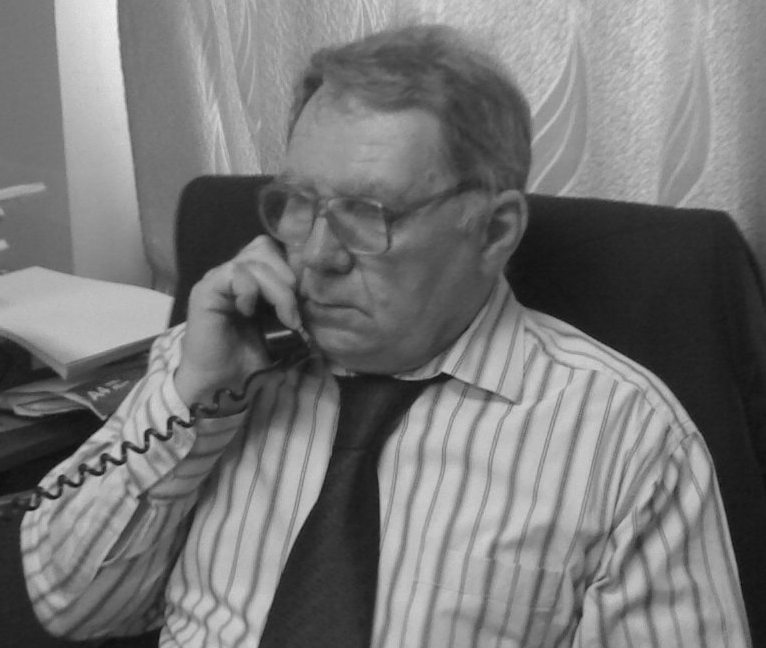
Володимир Широков у кабінеті, 2009

Володимир Широков, як організатор науки:
- Голова Словникової комісії МОН України,
- член Бюро Відділення літератури, мови та мистецтвознавства НАН України,
- заступник голови Українського комітету славістів,
- заступник голови Наукової ради НАН України з проблем «Інформація. Мова. Інтелект»,
- заступник голови Комітету наукової термінології НАН України,
- експерт Комітету з Державних премій України у галузі науки і техніки, а також ДАК МОН України,
- автор концепції Всеукраїнського лінгвістичного діалогу,
- творець Українського лінгвістичного порталу [Архівовано 4 травня 2013 у Wayback Machine.].

В.Широков входить до складу:
- Української національної комісії з питань правопису,
- Науково-видавничої ради при Президії НАН України,
- Ради Українського фонду культури імені Бориса Олійника,
- редколегій низки наукових часописів.

## Публікації
1. Широков В. А. Інформаційна теорія лексикографічних систем. — К. : Довіра, 1998. – 331 с.
2. Широков В. А. Феноменологія лексикографічних систем. — К. : Наук. думка, 2004. —  327 с.
3. Рабулець О. Г., Сухарина Н. М., Широков В. А., Якименко К. С. Дієслово в лексикографічній системі: — К. : Довіра, 2004. — 259 с.
4. Широков В. А. та ін. Корпусна лінгвістика: Моногр. / Широков В. А., Бугаков О. В., Грязнухіна Т. О. , Костишин О. М., Кригін М. Ю.; НАН України, Укр. мов.-інформ. фонд. — К. : Довіра, 2005. –  472 с.
5. Широков В. А. Елементи лексикографії. — К. : Довіра, 2005. — 304 с.
6. Dimitrova L., Koseska-Toszewa V. , Garabik R. , Erjavec T. , Iomdin L. , Shyrokov V.  Conceptual Scheme for а Research Infrastructure Supporting Digital Resources in Slavic Lexicography". — Sofia, 2010. — 130 c.
7. Широков В. А. та ін. Лінгвістичні та технологічні основи тлумачної лексикографії / Широков В. А., Білоноженко В. М. , Бугаков О. В.  та ін.] ; відп. ред. Широков В. А. — К. : Довіра, 2010. — 295 с.
8. Широков В. А. Комп'ютерна лексикографія. — К. : Наук. думка, 2011. — 356 с.
9. Широков В. А. , Загнітко А. П.  Дані текстових корпусів у лінгвістичних дослідженнях: монографія / Володимир Анатолійович Широков, Ігор Вікторович Шевченко, Анатолій Панасович Загнітко / за ред. О.П. Левченко. Моногр.–Львів: Вид-во Львівської політехні-ки, 2015. – 202 с.
10. В. А. Широков. Язык. Информация. Система. Palmarium Academic Publishing, 2017. ISBN 978-3-659-72403-9. 280 c.
11. В. А. Широков. Мой Серебряный век. Вокальный цикл. 2017. ISBN 978-966-02-8278-0. 220 с.
12. В. А. Широков. «Когнитивно-семиотические аспекты моделирования в гуманитарной сфере». Колл. моногр. Под. ред. В.Л. Стефанюка, Э.А. Тайсиной. /Авт. колл. Э.А.Тайсина, А.М.Галиева, Ю.Р.Вальк-ман, В.А.Широков, В.Н.Поляков, Л.В.Савинич, В.Л.Стефанюк, Д.Ш.Сулейманов, А.Р.Гитиатуллин, И.В.Ефименко, В.Ф.Хорошевский, А.Я.Фридман, А.Ф.Хасья-нов, О.А.Невзорова, Д.Д.Якубова, Р.М.Харисов. Институт прикладной семиотики Академии наук Татарстана. ISBN 978-5-9690-0386-6. Изд-во АН Татарстана. 2017, 346 с.
13. В. А. Широков, Т. П. Любченко, І. В. Шевченко, К. В. Широков. Грама-тичні системи: феноменологічний підхід. — К. Наукова думка. 2018, 330 с.
14. В. А. Широков та ін. Лінгвістично-інформаційні студії: Праці Українського мовно-інформаційного фонду НАНА України: у 5 т. Том 1. Наукова парадигма та основні мовно-інформаційні структури. Моногр. Київ, Український мовно-інформаційний фонд НАН України. 2018. 271 с.
15. В. А. Широков та ін. Лінгвістично-інформаційні студії: Праці Українського мовно-інформаційного фонду НАНА України: у 5 т. Том 2. Граматичні системи. Моногр.—Київ, Український мовно-інформаційний фонд НАН України. 2018.
16. В. А. Широков та ін. Лінгвістично-інформаційні студії: Праці Українського мовно-інформаційного фонду НАНА України: у 5 т. Том 3. Тлумачна лексикографія. Книга 1. Словник української мови у 20 томах. Моногр.— Київ, Український мовно-інформаційний фонд НАН України. 2018. 276 с.
17. В. А. Широков та ін. Лінгвістично-інформаційні студії: Праці Українського мовно-інформаційного фонду НАНА України: у 5 т. Том 3, Тлумачна лексикографія. Книга 2. Системна семантика тлумачних словників. Моногр.—Київ, Український мовно-інформаційний фонд НАН України. 2018. 250 с.
18. В. А. Широков та ін. Лінгвістично-інформаційні студії: Праці Українського мовно-інформаційного фонду НАНА України: у 5 т. Том 3, Тлумачна лексикографія. Книга 3. Динаміка лексико-семантичного складу словника української мови у 20 томах. Моногр.— Київ, Український мовно-інформаційний фонд НАН України. 2018. 230 с.
19. В. А. Широков та ін. Лінгвістично-інформаційні студії: Праці Українського мовно-інформаційного фонду НАНА України: у 5 т. Том 4. корпусна та когнітивна лінгвістика. Моногр.—Київ, Український мовно-інформаційний фонд НАН України. 2018. 300 с.
20. В. А. Широков та ін. Лінгвістично-інформаційні студії: Праці Українського мовно-інформаційного фонду НАНА України: у 5 т. Том 5. Віртуалізація лінгвістичних технологій. Моногр.—Київ, Український мовно-інформаційний фонд НАН України. 2018. 286 с.
21. Широков В. А. Інформаційна місткість лінгвістичних об'єктів // Тези Всеукраїнської наук. конфер. «Провідні лінгвістичні концепції кінця ХХ століття». — Л., 1996. — С. 273—274.
22. Широков В. А. Інформаційно-енергетичні трансформації та інформаційне суспільство // Українсько-польський науково-практичний журнал «Наука, інновація, інформація». — 1996. — С. 48-66.
23. Широков В. А. Информационный подход в моделировании лексикографических систем // Труды IV Международ. конфер. «Библиотеки и ассоциации в меняющемся мире: новые технологии и новые формы сотрудничества». Крым-97. — М., 1997.
24. Palagin A V. , Shirokov V A.  Principles of cognitive lexicography // International journal «Informational theories & application». — 2000. — Vol. 9. — № 2. — Р. 43-51.
25. Широков В. А. Гуманітарна традиція і технологічний статус мови // Мовознавство. — 2001. — N 3. — С. 128—132.
26. Широков В. А. Всеукраїнський лінгвістичний діалог у контексті теорії лексикографічних систем // Мовознавство. — 2003. — № 6. — С. 3-7.
27. Погрібна О. О., Чумак В. В., Широков В. А., Шевченко І. В. Лінгвістична класифікація українського іменника у світлі теорії лексикографічних систем // Мовознавство. — 2004. — № 5–6. — С. 62–82.
28. Широков В. А. Когнитивная лексикография с точки зрения теории семантических состояний. ББК 81.1 // MegaLing'2005 : Прикладная лингвистика в поиске новых путей: Труды Международ. конфер. — Спб.: Издательство «Осипов», 2005. — С. 163—176.
29. Копиленко О. Л., Палагін О. В., Сидоренко О. О., Шевчук В. Я., Широков В. А. Концептуальні засади системної декомпозиції законотворчого процесу у Верховній Раді України // MegaLing'2006 : Горизонти прикладної лінгвістики та лінгвістичних технологій ; Доп. Другої Міжнар. наук. конф., 20-27 вересня, 2006, Україна, Крим, Партеніт. — Сімф., 2006. — С.162-164.
30. Широков В. А. Очерк основных принципов квантовой лингвистики. // Бионика интеллекта. — 2007. — № 1(66). — С. 25-32.
31. Широков В. А. Ноосферные измерения информации и знания // Ноосферология: Наука, образование, практика / Под ред. О. А. Габриеляна ; Симферополь, ТНУ им. В. И. Вернадского. — К., 2008. — 463 с.
32. Широков В. А., Шевченко И. В., Крыгин М. Ю. Исследование соответствия между фонетическими системами и графическим представлениям восточнославянских языков // "Горизонти прикладної лінгвістики та лінгвістичних технологій ; Доп. міжнар. наук. конф. — 22-28 вересня 2008 р., Україна, Крим, Партеніт. — Сімф.: ДИАЙПИ, 2008. — С.192-193.
33. Широков В. А. Проект універсальної системи слов'янської лексикографії «Лексика-Славіка» У зб. праць «Слов'янські обрії», Вип. 2. XIV Міжнародний з'їзд славістів (10.09 — 16.09. 2008, Охрид, Республіка Македонія)  – К., 2008. Сс. 801—829.
34. Volodymyr Shirokov. Integral Slavic Lexocography in the Linguotechnological Context. // «Lexicographical Tools and Techniques». Proceedings of Mondilex First Open Workshop. — Moscow, 2008. — Р. 23-30.
35. Volodymyr Shirokov. Experience in Creating a National Dictionary Depositary of Ukraine and its Use in Conceptual Modelling of Networking of Centres for High-quality Research in Slavic Lexicography and their Digital Resources // Organisation and Development of Digital Lexical Resources. Proceedings of Mondilex Second Open Workshop. — Kyiv, 2009. — Р. 5-9.
36. Volodymyr Shirokov. Theory of Lexicographic systems. Part 1. // «Metalanguage and Encoding Scheme Design for Digital Lexicography». Proceedings of Mondilex Third Open Workshop. — Bratislava, 2009. — P. 151—167.
37. Volodymyr Shirokov. Theory of Lexicographic systems. Part 2. // «Representing Semantics in Digital Lexicography». Proceedings of Mondilex Fourth Open Workshop. — Warsawa, 2009. — P. 89-105.
38. Volodymyr Shirokov. Theory of Lexicographic systems. Part 3. // «Research Infrastructure in Digital Lexicography». Proceedings of Mondilex Fifth Open Workshop. — Ljubljana, 2009. — P. 98-119.
39. Широков В. А. Квантова лінгвістика // Semantyka a konfrontacja jezykova, 4. SOW. –  Warszawa, 2009. — P. 119—139.
40. Dimitrova L., Koseska-Toszewa V., Garabik R., Erjavec T., Iomdin L., Shyrokov V.  Mondilex — towards the research infrastructure for digital resources in Slavic lexicography. Cognitive Studies / Etudes Cognitives, 10. SOW Publishing House — Warsaw, 2010. — P. 155—170.
41. Широков В. А., Шевченко Л. Л.  До питання про системну концеп-тографію Святого Письма // Мовознавство. — 2010. — № 4-5. — С.98-105.
42. Shirokov V. A. System Semantics of Explanatory Dictionaries: Стаття // Etudes Cognitives/Studia Kognitywne. — № 12, 2012. — С. 95-106.
43. Потапова Е. В., Широков В. А. Онтология предметной области как лексикографическая система специального типа: Стаття / Таврический Национальный Университет им. В. И. Вернадского — Казань: Казанский Издательский Дом «Казанская наука», 2012. — С. 209—213.
44. Широков В. А. Грамматика как феноменологическая проблема. Бионика интеллекта. ISSN 0555-2656. 2013, 1 (180), сс.3-14.
45. В. А. Широков. Лингвистика и системный подход. Часть I. Бионика интеллекта. 2015. № 1 (84). Часть II. Бионика интеллекта. 2016. № 2.
46. В. А. Широков. Эволюция как универсальный естественный закон (Пролегомены к будущей общей теории эволюции). Часть І. Бионика интеллекта. ISSN 0555 2656. № 1 (88), 2017. Сс. 3 -14. Часть ІІ. Бионика интеллекта. ISSN 0555 2656. № 2 (89), 2017. Часть ІІІ. Бионика интеллекта. ISSN 0555 2656. № 1 (90), 2018.
47. Широков В. А., Шевченко І. В., Рабулець О. Г., та ін. Інтегрована лексикографічна система «Словники України». Ел. вид. — К., 2001—2010.
48. Бастун В. М., Григоренко Я. М., Широков В. А. Російсько-українсько-англійський словник з механіки. — K. : Наук. думка, 2008. — 512 с.
49. Широков В. А. та ін. Український-російський, Російсько-український словник із зварювання — 2008. –  ISBN 978-966-507-243-0. — Ел. вид.
50. Широков В. А. та ін. Українсько-російсько-англійський словник зі зварювання. ISBN 978-966-507-276-8 — 2010. — Ел. вид.
51. Словник української мови: У двадцяти томах. Томи 1-11 — К.: 2010—2020. Широков В. А. (наук. керівник проєкту «Словник української мови у 20 томах», голова редакційної колегії Словника, починаючи з 5 тому)
52. Термінологічний українсько-російсько-англійський словник-довідник зі зварювання: Довідкове видання; Науково-технічна термінологія / укл. Широков В. А.; укл. Мазур О. А.; укл. Маковецька О. К.; укл. Вакуленко М. О.; укл. Симоненко Л. О.; ред. Надутенко М. В.; укл. Чумак В.; укл. Шевченко І. В.; укл. Шевченко Л. Л.; Сидорчук Н. М.; Петрук В. С.; Старова Ю. О.; Вербиненко Ю. І.; Яблочков М. М.; ред. Остапова І. В.; НАН України; Ін-т електрозварювання ім. Є. О. Патона; Український мовно-інформаційний фонд — Електронний ресурс. CD — К., 2013. — (Словники України). — ISBN 978-966-02-7068-8
53. Словник металургійних термінів (українсько-грузинсько-російсько-англійсько-німецько-французький). I том. Київ. 2014. ISBN 978-966-136-032-6; ISBN 978-966-136-033-3.
54. Словник металургійних термінів (українсько-грузинсько-російсько-англійсько-німецько-французький). II том. Київ. 2014. ISBN 978-966-136-032-6; ISBN 978-966-136-033-3.